# SN 1959C
SN 1959C – supernowa typu Ia odkryta 28 czerwca 1959 roku w galaktyce M+01-34-05. Jej maksymalna jasność wynosiła 14,08m.